# (4401) Aditi
(4401) Aditi (1985 TB) – planetoida z grupy Amora okrążająca Słońce w ciągu 4,14 lat w średniej odległości 2,58 j.a. Odkryta 14 października 1985 roku.